# Pachybrachis leonardii
Pachybrachis leonardii là một loài bọ cánh cứng trong họ Chrysomelidae. Loài này được Sassi & Schöller miêu tả khoa học năm 2003.